# Ciudad de Saint George (circunscripción electoral)

Ciudad de Saint George en Granada.

Ciudad de Saint George (en inglés: Town of Saint George) es una de las quince circunscripciones electorales en las cuales se divide Granada para las elecciones a la Cámara de Representantes. Comprende el área urbana de Saint George, capital y ciudad más poblada del país ubicada en la parroquia homónima. Es una de las tres circunscripciones más antiguas del país, pues existe desde las primeras elecciones bajo sufragio universal en 1951.
Como la circunscripción electoral que cubre la capital granadina, ha sido representada por figuras políticas importantes a nivel nacional, como Theophilus Albert Marryshow (considerado principal arquitecto de la fallida Federación de las Indias Occidentales) y Bernard Coard (dirigente del Movimiento New Jewel responsable del golpe de Estado que resultó en el asesinato de Maurice Bishop en 1983). Fue en general un distrito muy competitivo hasta 2013. Desde entonces, se ha mantenido bajo el control del Nuevo Partido Nacional (NNP). Su actual parlamentario es Peter C. David.
De cara a las elecciones de 2022, la circunscripción tenía 3.781 electores registrados, lo que la convierte en la circunscripción con el electorado más pequeño.

## Representantes electos
| Elección | Partido | Partido                            | Parlamentario               |
| -------- | ------- | ---------------------------------- | --------------------------- |
| 1951     |         | Consejo de Acción                  | Theophilus Albert Marryshow |
| 1954     |         | Independiente                      | Theophilus Albert Marryshow |
| 1957     |         | Independiente                      | Theophilus Albert Marryshow |
| 1961     |         | Partido Nacional de Granada        | Edward Augustus Mitchell    |
| 1962     |         | Partido Nacional de Granada        | Edward Augustus Mitchell    |
| 1967     |         | Partido Nacional de Granada        | Hudson R. Scipio            |
| 1972     |         | Partido Laborista Unido de Granada | John Morris                 |
| 1976     |         | Bernard Coard                      |                             |
| 1984     |         | Nuevo Partido Nacional             | George McGuire              |
| 1990     |         | Congreso Nacional Democrático      | Joan Purcell                |
| 1995     |         | Nuevo Partido Nacional             | Raphael O. Fletcher         |
| 1999     |         | Nuevo Partido Nacional             | Brenda A. Hood              |
| 2003     |         | Congreso Nacional Democrático      | Peter C. David              |
| 2008     |         | Congreso Nacional Democrático      | Peter C. David              |
| 2013     |         | Nuevo Partido Nacional             | Nickolas T. C. Steele       |
| 2018     |         | Nuevo Partido Nacional             | Peter C. David              |
| 2022     |         | Nuevo Partido Nacional             | Peter C. David              |